# Faventilla guttulata
Faventilla guttulata är en insektsart som först beskrevs av Stsl 1870.  Faventilla guttulata ingår i släktet Faventilla och familjen vedstritar.
Artens utbredningsområde är Filippinerna. Inga underarter finns listade i Catalogue of Life.